# Syllable
Ne doit pas être confondu avec syllabe.
Syllable est un système d'exploitation libre (sous GPL), multitâches et multisessions, pour architecture x86 et compatibles, fondé à l'origine sur AtheOS. Il est presque conforme à la norme POSIX et dispose d'un système de fichiers journalisé 64 bits, AFS (Atheos File System), comparable à celui de HaïkuOS (BeOS file system - BFS), sur lequel il est basé. Son interface graphique est très dépouillée et se veut simple à utiliser. L'arborescence des répertoires est similaire à celle de HaïkuOS. L'offre logicielle est encore réduite comparée à d'autres systèmes libres, mais plusieurs programmes GNU ont été adaptés. Syllable dispose notamment d'un terminal utilisant bash, d'un navigateur web (ABrowse), d'un client de messagerie (Whisper), d'un éditeur de fichiers texte (AEdit). Syllable possède de nombreux points communs avec BeOS et AmigaOS, notamment un environnement de bureau orienté-objet, une API orientée C++ ou le support du multiprocesseur.
Il existe une version liveCD qui permet de tester le système d'exploitation sans rien installer sur le disque dur.

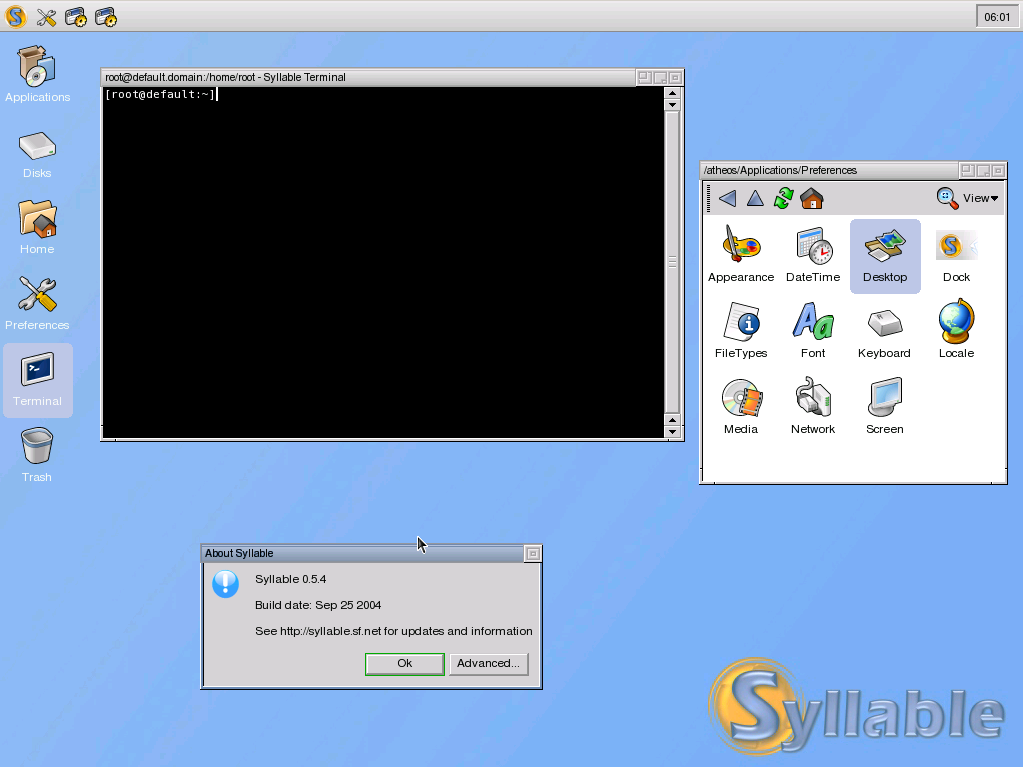
Syllable 0.5.4

Après une longue période d'inactivité du projet AtheOS dont la dernière version remontait à octobre 2001, Rick Caudill, Henrik Isaksson et Kristian Van Der Vliet ont décidé de créer en juillet 2002 le projet Syllable, adopté par l'ensemble de l'ancienne communauté AtheOS.
La traduction dans différentes langues, dont le français, est en cours.